# Otto von der Decken (Generalleutnant)

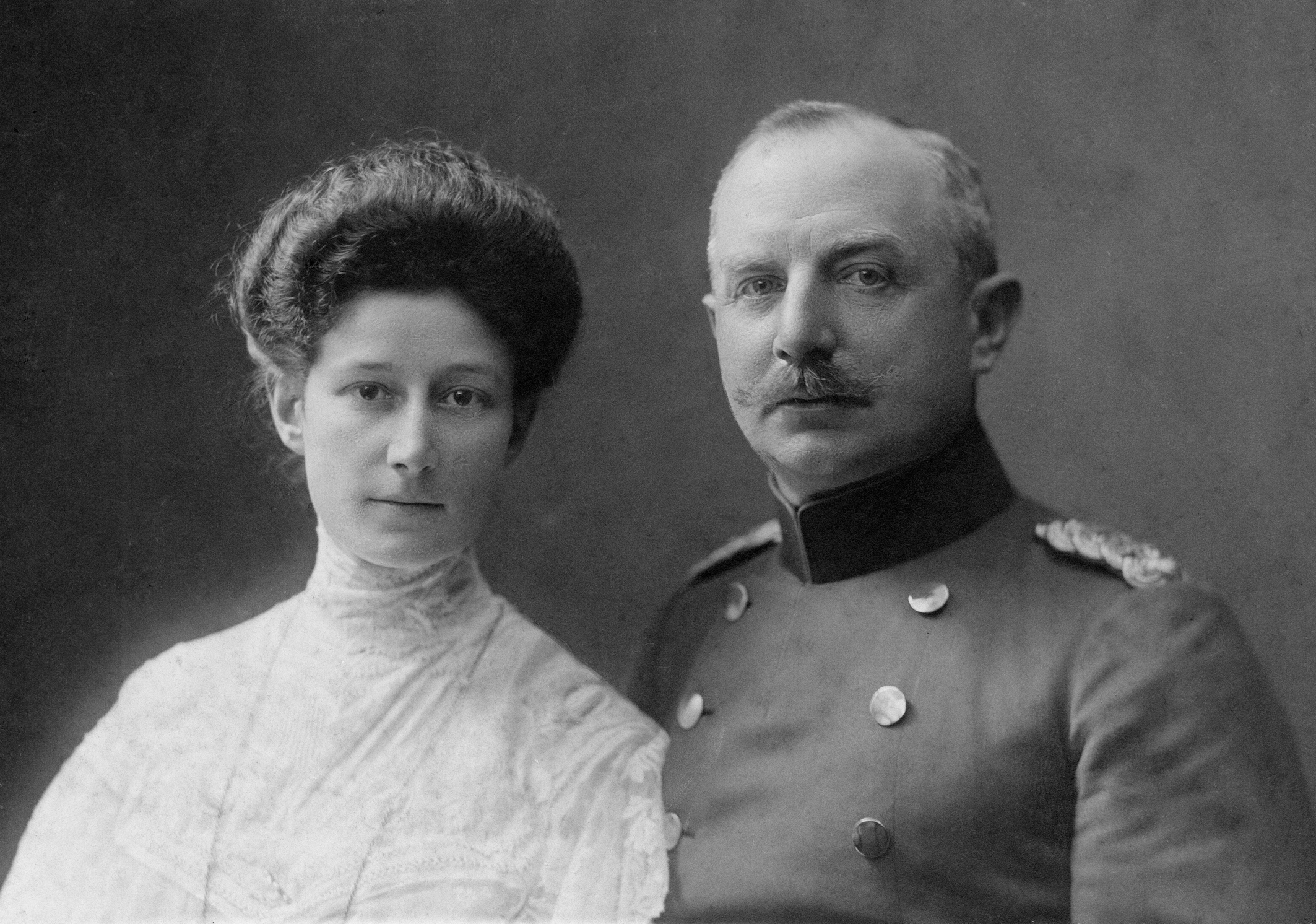
Otto von der Decken mit seiner Frau Ella (1910)

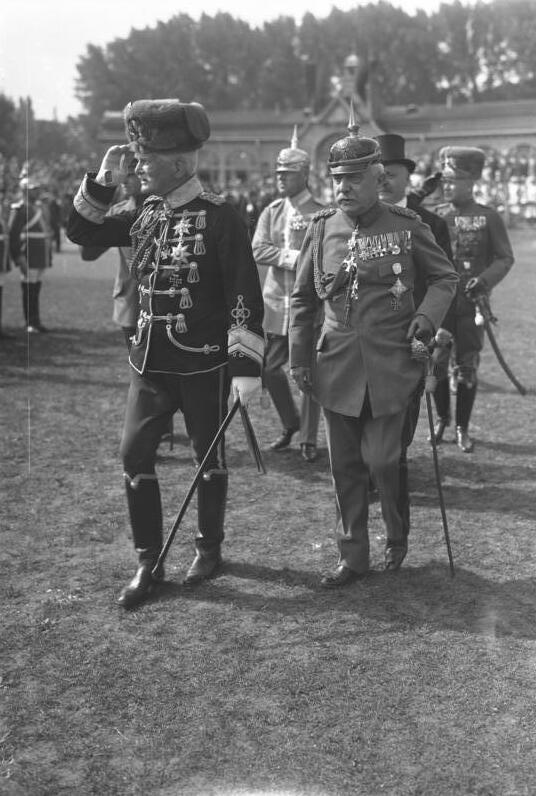
Links: Generalfeldmarschall August von Mackensen
Rechts: Generalleutnant Otto von der Decken 1931 in Dresden beim Waffentag der Deutschen Kavallerie.

Otto Hermann Theodor von der Decken (* 17. August 1858 in Verden; † 28. Juli 1937 in Dresden) war ein sächsischer Generalleutnant.

## Leben

### Familie
Otto war der Sohn von Oberst Friedrich von der Decken und Emilie von Plate. 1892 heiratete er in Dresden Ella Freiin von der Decken gen. von Offen (* 1870 in Wien; † 1937 in Dresden). Ihr Sohn starb 1893 wenige Stunden nach der Geburt. Decken verstarb 1937 in Dresden im Stadtteil Weißer Hirsch, wo er in der Broizemstraße 3 eine Villa erworben hatte.

### Militärkarriere
Decken schlug eine Offizierslaufbahn in der Sächsischen Armee ein. Zu Beginn des Ersten Weltkriegs war er als Generalmajor Kommandeur der 1. Kavallerie-Brigade Nr. 23. Nach anfänglichen Kämpfen in Lothringen wurde seine Brigade Ende August 1914 nach Ostpreußen verlegt, wo sie sich zunächst an der Schlacht an den Masurischen Seen beteiligte. Anschließend trat sie vor dem linken Flügel der 9. Armee den schnellen Vormarsch nach Polen hinein auf Warschau an. Am 28. September erhielt Decken den Auftrag, die von Warschau nach Piotrkow und Łódź führenden Bahnen zu zerstören. Diese Aufgabe konnte am 30. September 1914 erfolgreich abgeschlossen werden, wofür Decken am 7. November 1914 mit dem Ritterkreuz des Militär-St.-Heinrichs-Ordens beliehen wurde.
Im weiteren Kriegsverlauf war Decken dann vom 1. August 1916 bis Anfang September 1917 Kommandeur der seiner Brigabe übergeordneten 8. Kavallerie-Division, mit der er an der Ostfront zum Einsatz kam. Bereits Ende August 1917 bildete Decken auf Befehl des Oberkommandos der 8. Armee die zusammengesetzte Kavallerie-Division „Nord“, die bis zum 25. Oktober 1917 bestand. Als Führer dieser Truppe konnte Decken sich an der Dünafront besonders bewähren, wofür er am 24. Oktober 1917 durch König Friedrich August III. persönlich mit dem Komturkreuz II. Klasse des Militär-St.-Heinrichs-Ordens ausgezeichnet wurde. Später kommandierte er die 45. Landwehr-Division (September 1918 bis März 1919).